# Lissochlora tenuilinea
Lissochlora tenuilinea là một loài bướm đêm trong họ Geometridae.